# 陳沂 (正德進士)
陳沂（1469年—1538年），初字宗鲁，后改字魯南，號石亭居士、小坡，南京太醫院醫籍浙江鄞縣人，明朝文人、政治人物。正德丁丑進士，官至太僕寺卿、工詩文書畫。

## 生平
陳沂少有文名，其名言為「談笑有鴻儒，往來無白丁」，善書畫，與顧璘、王韋並稱“金陵三俊”。又與顧璘、王韋、朱應登並稱“江東四大家”。
弘治十四年（1501年）辛酉科應天府乡试第四十八名举人，正德十二年（1517年）中式丁丑科會試二百三十八名，廷试二甲五十七名進士。選翰林院庶吉士，歷升編修，与修《武宗实录》，嘉靖二年礼部聘会试同考官，三年充经筵讲官，四年持节册封楚王。嘉靖六年（1527年）十一月出為浙江參議，復除江西，九年四月移山東左參政。因不依附張孚敬、桂萼，改山西行太僕寺卿致仕。歸里後，在南京築遂初齋，閉門著述。曾應南京提學御史聞人詮聘請纂編《南畿志》。

## 家族
曾祖陳珤、祖陳愷、父陳鋼，前母周氏（贈孺人）；金氏（封孺人）。永感下。兄淮；濟；清；溥；涑，弟漢；浚；淳；潮。

## 著作
- 《畜德录》、《皇明翰林志》、《金陵世纪》